# Furia pieris
Furia pieris är en svampart som först beskrevs av Z.Z. Li & Humber, och fick sitt nu gällande namn av Humber 1989. Furia pieris ingår i släktet Furia och familjen Entomophthoraceae.   Inga underarter finns listade i Catalogue of Life.